# "900", Cahiers d'Italie et d'Europe
900 (sottotitolo: «Cahiers d'Italie et d'Europe») fu una rivista letteraria pubblicata dal 1926 al 1929. Fondata da Massimo Bontempelli e Curzio Malaparte a sostegno del movimento novecentista, dopo qualche numero passò in modo clamoroso nel campo opposto, schierandosi con gli strapaesani della rivista «Il Selvaggio». Vi collaborarono, fra gli altri, anche Alberto Moravia, Marcello Gallian e Antonio Aniante.

## Storia
La rivista ebbe redattori di fama internazionale, come Ramón Gómez de la Serna, James Joyce, Georg Kaiser, Pierre Mac Orlan, ai quali si aggiunse dal terzo numero, nella primavera del 1927, il sovietico Ilya Ehrenburg. I segretari di redazione erano due: Corrado Alvaro a Roma e l'emigrato politico Nino Frank a Parigi.
Il primo numero della rivista uscì nell'agosto 1926. Nell'autunno successivo furono pubblicati, in francese, i primi quattro preamboli, Giustificazione, Fondamenti, Consigli, Analogie. Nel marzo e nel giugno del 1927 (tradotti poi nel 1938 dallo stesso Bontempelli) espongono le principali linee del Novecentismo, subito rinominato dagli avversari in modo negativo come movimento di Stracittà.
Nel giro di soli tre anni, "900" ospitò il dadaista Georges Ribemont-Dessaignes e il surrealista Soupault; fece conoscere per la prima volta in Italia paragrafi tradotti dall'Ulisse di James Joyce e da La signora Dalloway di Virginia Woolf; riportò il profilo di George Grosz scritto da Yvan Goll, alcuni inediti di Anton Čechov e Le memorie postume del vecchio Teodoro Kusmic di Lev Tolstoj.
Bontempelli tentò di instaurare il suo miraggio novecentista e di aprire all'Europa la provincia culturale italiana, e il progetto ad esso connesso di esportarvi una letteratura più giovane e nuova. Dal 1928 il sottotitolo fu mutato in «Quaderni d'Italia e d'Europa». La rivista chiuse poi nel giugno del 1929.